# 710 Gertrud
A 710 Gertrud (ideiglenes jelöléssel 1911 LM) a Naprendszer kisbolygóövében található aszteroida. Johann Palisa fedezte fel 1911. február 28-án.